# 트리피 독
트리피 독(1989년 4월 4일 ~)은 대한민국의 가수다. 진돗개라는 예명으로 활동한 적이 있으며, 2013년 싱글 [날개를 펼쳐]로 데뷔했다.

## 방송
- 쇼미더머니1 - Top4(4위)